# Chilicola luzmarieae
Chilicola luzmarieae är en biart som beskrevs av Gibbs och Packer 2006. Chilicola luzmarieae ingår i släktet Chilicola och familjen korttungebin. Inga underarter finns listade i Catalogue of Life.